# Sibbesborg
Sibbesborg, finska: Sipoonlinna, är en fornborg i Söderkulla, Sibbo kommun i Nyland i Finland.
Sibbesborg ligger 9,2 km mot sydost från Sankt Sigfrids medeltida kyrka och en halv kilometer från havet på västra sidan av Sibbo å. Kullen ligger i dag cirka 100 m från ån och 10 m över de  omkringliggande fälten.
Området är en av de bäst bevarade svenska borganläggningarna från senare delen av 1300-talet. Ursprungligen var borgen placerad på en ö vid Sibbo ås mynning, men till följd av landhöjningen ligger den idag på fasta land. Kullen stupar brant i öster, söder och sydväst. En vall har byggts från väst till nordöst. Försvaret underlättades också av två vallgravar som separerade borgen från resten av ön samt ett undervattenspålverk på havssidan. Borggården är kvadratisk. Av byggnaderna urskiljs bara en kulle i sydväst och rester av grunder och tegelväggar kan märkas.
Enligt en sägen var det vikingen Sibbe som lät uppföra borgen, därav namnet på den och även hela kommunen.